# Salem (цигарки)

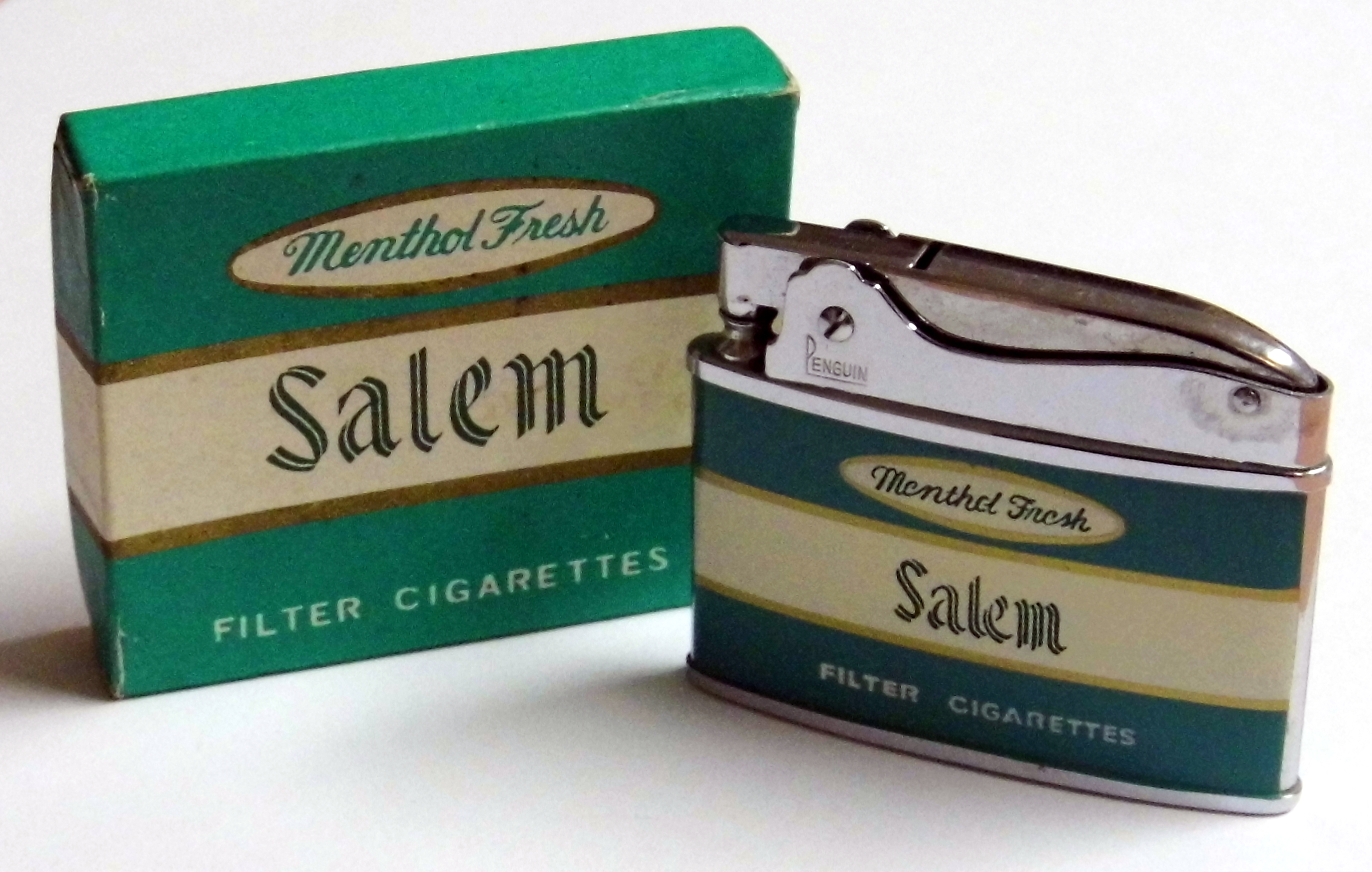

Salem — американська марка цигарок, яка наразі належить і виробляється компанією ITG Brands, дочірньою компанією Imperial Tobacco, у США та компанією Japan Tobacco за межами Сполучених Штатів.

## Історія
Salem — перші цигарки із ментолом, випущені в 1956 році. У цьому ж році вони стали продаваними не тільки у США, а й у світі.
Це одна з найвідоміших марок сигарет із ментолом. Має характерний синьо-зелений колір пачки. Марка була названа на честь міста Вінстон-Сейлем (англ. Winston-Salem) у штаті Північна Кароліна, історичного центру переробки тютюнового листа.
Цигарки «Salem» були популярні в країнах, що утворилися після розпаду СРСР на початку 90-х роках.

## Ринки
Salem в основному продаються в США, але також продавалися або продаються в Канада, Британські Віргінські острови, Мексика, Куба, Чилі, Бразилія, Перу, Аргентина, Ісландія, Фінляндія, Західна Німеччина, Німеччина, Іспанія, Італія, Україна, СРСР, Польща, Угорщина, Литва, Російська Федерація, Туреччина, Сингапур, Таїланд, Малайзія, Тайвань, Гонконг, Філіпіни, Японія та Південна Корея.

## References
1. ↑  BrandSalem - Cigarettes Pedia. Cigarettespedia.com. Процитовано 25 січня 2018.
2. ↑  Salem. Zigsam.at. Процитовано 25 січня 2018.
3. ↑  Brands. Cigarety.by. Архів оригіналу за 20 квітня 2023. Процитовано 25 січня 2018. [Архівовано 2023-04-20 у Wayback Machine.]